# Shigeharu Umezaki
Shigeharu Umezaki (梅崎 重治?, Umezaki Shigeharu; ...) è un autore di videogiochi giapponese.

## Biografia
Per anni ha lavorato alla Konami. Ha poi fondato l'azienda Good-Feel, che ha sviluppato per Wii Wario Land: The Shake Dimension e Kirby e la stoffa dell'eroe.